# Moros (mitologia)
Nella mitologia greca Moros è la personificazione del destino avverso ed inevitabile, che porta ogni essere, mortale o meno verso la sua fine prestabilita. 
Si sa molto poco su di lui, a parte che è onnipresente, onnisciente e onnipotente,  neppure Zeus può sconfiggerlo.
È figlio di Notte e fratello di altre divinità quali Eris, Thanatos e Hypnos. Secondo la tradizione venne concepito senza bisogno della controparte maschile come i suoi fratelli e sorelle, ma secondo Igino Notte lo concepì con Erebo.
"Notte poi partorì l'odioso Moros e Ker nera
e Thanatos, generò il Sonno, generò la stirpe dei Sogni;
non giacendo con alcuno li generò la dea Notte oscura;
e le Esperidi che, al di là dell'inclito Oceano, dei pomi
aurei e belli hanno cura e degli alberi che il frutto ne portano;
e le Moire e le Kere generò spietate nel dar le pene:
Cloto e Lachesi e Atropo, che ai mortali
quando son nati danno da avere il bene e il male,
che di uomini e dei i delitti perseguono;
né mai le dee cessano dalla terribile ira
prima d'aver inflitto terribile pena, a chiunque abbia peccato." 
[Teogonia di Esiodo, vv. 211-222]